# Orosius
Paulus Orosius (380 körül – 417 után) késő ókori–kora középkori történetíró, hitvitázó,  a középkori történetszemlélet megalapozója. Fő műve a Historia adversus paganos libri VII (Történelem a pogányok ellen hét könyvben), melyben azt igyekszik bizonyítani, hogy a Római Birodalom hanyatlása, a sorscsapások a bűnnek, nem pedig annak a következménye, hogy elterjedt a kereszténység, mivel már a korábbi századokban is számos csapás érte a birodalmat és az emberiséget.

## Élete és főműve
Bragában (ma: Portugália) született, 380–390 körül. Még Hispániában bekapcsolódott a priszcilliánus és az órigenista eretnekségek elleni küzdelembe. Mint felszentelt pap ellátogatott Afrikába Szent Ágostonhoz, akinek biztatására továbbutazott a Szentföldre, Szent Jeromoshoz. Itt Szent Ágostonnak ajánlva írt egy vitairatot a priscilliánus eretnekek tévelygéséről, valamit megpróbálta elítéltetni Jeruzsálemben egy zsinaton Pelagius tanait, de őt magát is megvádolták, hogy eretnek nézeteket képvisel – ez ellen tiltakozásul is írt egy hitvédő könyvet. Jeruzsálemből egy levelet vitt Szent Ágostonhoz, majd hazaindult, de mikor megtudta, hogy a vandálok betörtek Hispániába, visszatért Szent Ágostonhoz, aki arra biztatta, hogy írja meg a világ történetét a teremtéstől. 417 után nem tudunk róla semmit.

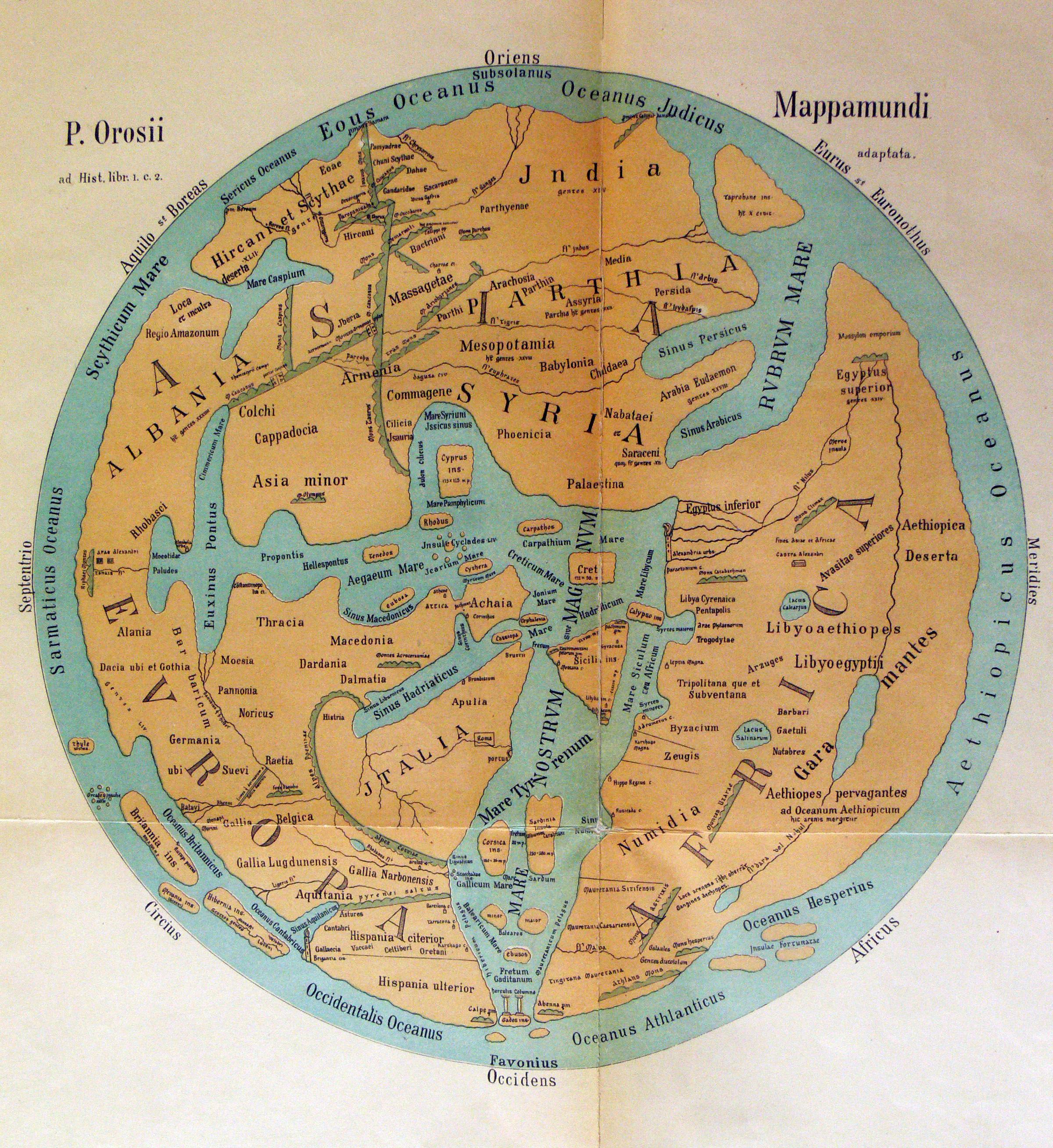
Orosius világtérképe

Orosius 417-ig követte nyomon a világtörténelem eseményeit, apologetikus célzattal. A rómaiak ugyanis úgy tartották, hogy az istenek tisztelete tette naggyá a birodalmat, az új egyistenhit viszont kiváltotta a régi istenek haragját, aminek a következménye a barbárok támadása és a birodalom hanyatlása. Orosius ezzel szemben minden ismert nép minden szerencsétlenségét felsorolja, hogy bizonyítsa, hogy már jóval Krisztus előtt is érték sorscsapások az emberiséget, sőt a Római Birodalmat is. Orosius véleménye szerint egy nagy keleti és egy nagy nyugati birodalom létezett a világtörténelem folyamán. Kezdetben Asszíria volt a világ legnagyobb hatalma, azonban ennek ereje a makedónok és a karthágóiak közvetítésével átszállt a rómaiakra. Ez a Polübiosznál és Liviusnál ismegfigyelhető hatalomátszállás, azaz a translatio imperii gondolata, mely a középkori történetírók egyik központi gondolatává vált. A középkori történetírók Orosius nyomán azt is igyekeztek bebizonyítani, hogy Isten parancsainak semmibe vétele vezet a háborúkhoz, és a sorscsapásokhoz.
A  középkorban számos történetíró felhasználta, idéz tőle Iordanes, Tours-i Szent Gergely, Freisingi Ottó, Türoszi Vilmos, a három Villani. Népszerűségét mutatja, hogy maga a mű is több mint 200 középkori kéziratban maradt fenn. A Felvilágosodás kora azonban kikezdte történeti értékét, és a forráskritika arra jutott, hogy a 378-as hadrianopoliszi csata előtti adatai részben megbízhatatlanok, részben féligazságok, részben puszta kompilációk. Ennek ellenére jelentős forrás, mivel számos, azóta elveszett írótól őriz meg szövegeket.
Orosiusnál jelenik meg az elsők között a paganus kifejezés új értelemben. Korábban a paganus egyszerűen vidéki embert jelentett – Orosius korában azonban a kereszténység előtti kultusz  elsősorban vidéken élt tovább, emiatt a paganus felvette a nemkeresztény, pogány jelentést is. A műnek van magyar fordítása, részletek jelentek meg a Késő római szöveggyűjteményben is.

## További írásai

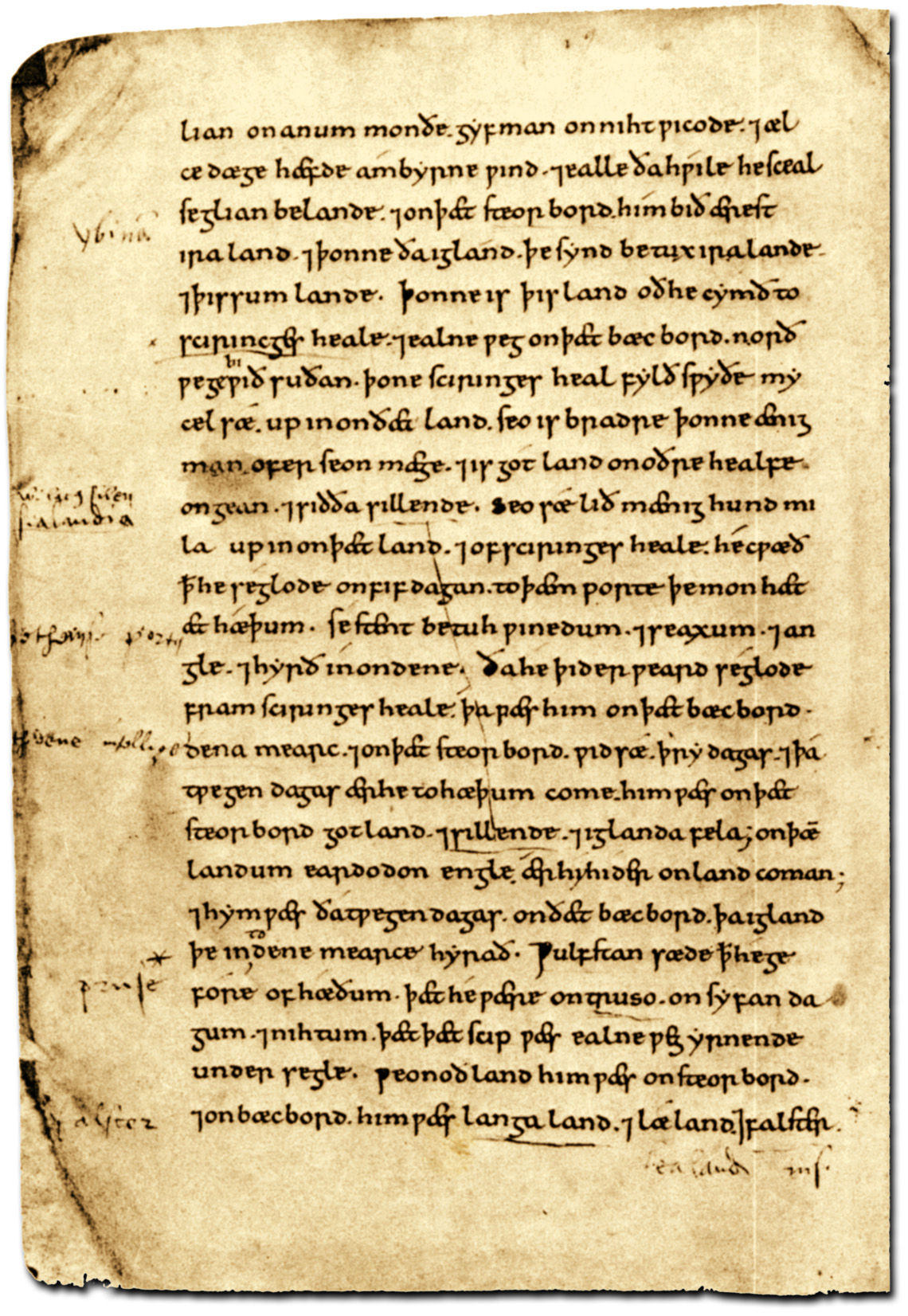
Orosius művének egy középkori kézirata

- Commonitorium de errore Priscillianistarum et Origenistarum
- Liber Apologeticus

## Magyar fordítás
- Világtörténelem hét könyvben a pogányok ellen; ford., jegyz., utószó Fehér Bence; Attraktor, Máriabesnyő, 2019 (Fontes historiae antiquae)
- Késő római szöveggyűjtemény. Szerkesztők: Székely Melinda – Illés Imre Áron. JATE-Press, 2013. ISBN 978963315124 2 . Online elérés: Google books. Link